# لويس دود
لويس دود (بالإنجليزية: Lois Dodd)‏ هي رسامة أمريكية، ولدت في 22 أبريل 1927 في مونتكلير ‏ في الولايات المتحدة.